# تارگت سنتر
تارگت سنتر یک مجموعه ورزشی چند منظوره در پایین شهر مینیاپولیس، ایالات مینه‌سوتا، کشور ایالات متحده می‌باشد. تارگت سنتر میزبان کنسرت‌ها، شوهای خانوادگی، مراسم ورزشی، مراسم فارغ‌التحصیلی، و مراسم شخصی می‌باشد. شرکت تارگت مالک اولیه و اصلی مجموعه می‌باشد. این مجموعه دارای ۷۰۲ صندلی و ۶۸ جایگاه ویژه می‌باشد.
مجموعه تارگت سنتر محل برگزاری بازی‌های خانگی ان بی ای برای مینه‌سوتا تیمبرولوز می‌باشد.

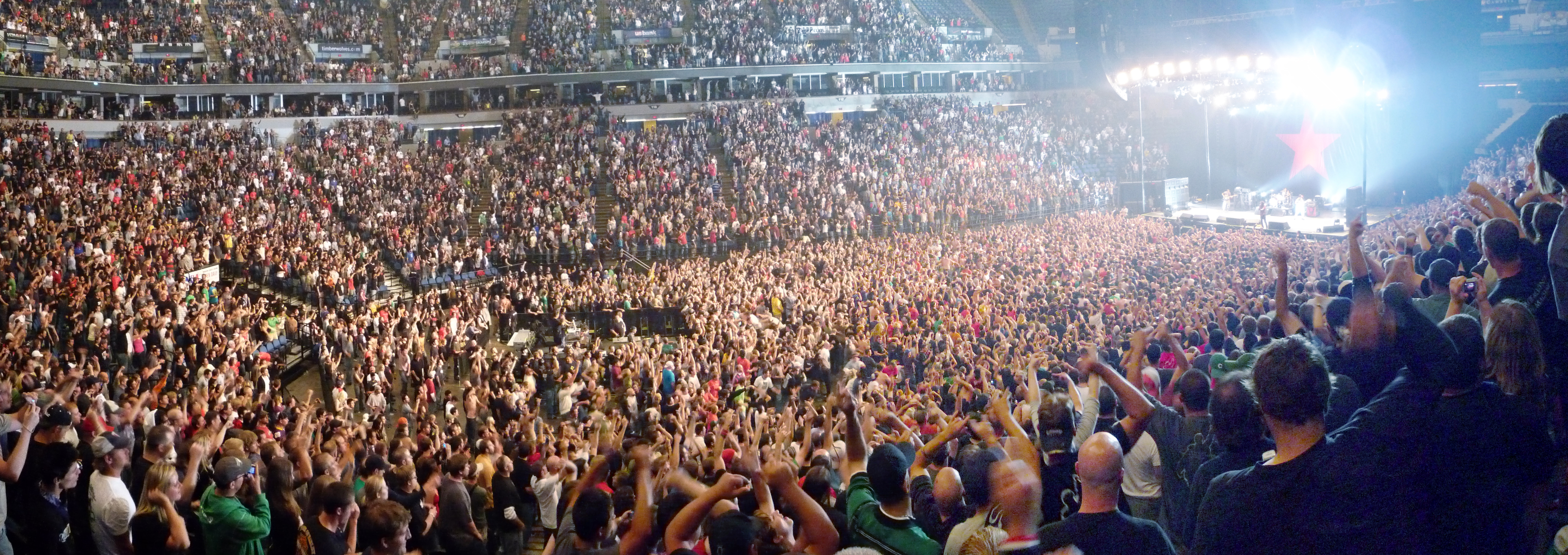
تارگت سنتر در حین برگزاری کنسرتی توسط ریج اگنست د ماشین.

## References
1. ↑  "Arena Info". Target Center. Archived from the original on 27 September 2015. Retrieved January 27, 2013.
2. ↑  "Minnesota Timberwolves". Target Center. Retrieved January 27, 2013.